# António Leitão
António Carlos Carvalho Nogueira Leitão (Espinho, 22 de julho de 1960 — Porto, 18 de março de 2012), mais conhecido por António Leitão, foi um atleta olímpico português, especialista em corridas de fundo e meio-fundo, principalmente em 5 000 metros. Conquistou a medalha de bronze nos Jogos Olímpicos de Los Angeles, em 1984, tendo sido o primeiro atleta do Sport Lisboa e Benfica a conquistar uma medalha olímpica. Representou dois clubes na sua carreira, o Sporting de Espinho até 1982 e o Benfica até 1992. Retirou-se aos 31 anos, com a sua carreira encurtada por problemas físicos e dificuldades psicológicas. Para tal contribuiu decisivamente a hemocromatose (excesso de absorção de ferro no sangue), doença genética que acabou por lhe provocar a morte, com apenas 51 anos de idade.

## Carreira
António Leitão começou a sua carreira no desporto escolar, onde se destacava dos demais colegas. Decide então filiar-se no NASCE - Núcleo dos Amigos do Sporting Clube de Espinho, plataforma de acesso rápido ao Sporting de Espinho, clube da sua terra natal, bastante conhecido pela aposta em jovens talentosos das mais variadas modalidades amadoras. Desde bastante jovem se notabilizou no atletismo devido à sua capacidade de resistência, tendo sido aconselhado na sua equipa a apostar nas provas de meio fundo e fundo. Conquistou inúmeros títulos nacionais de juvenis e juniores antes daquele que foi o seu primeiro grande triunfo da sua carreira, que chegou logo aos 19 anos de idade, com a conquista da medalha de bronze nos Europeus de juniores, realizados na cidade polaca de Bydgoszcz, em 1979. O jovem nortenho surpreendeu ao finalizar a prova dos 5000 metros no último lugar do pódio, com um espantoso tempo de 13.54,83, atrás do belga Eddy de Pauw e do britânico Steve Binns.

### Benfica e recordes nacionais
Este triunfo valeu-lhe a atenção mediática do atletismo nacional e foi com naturalidade que se deu a sua transferência para o Sport Lisboa e Benfica, um dos maiores clubes europeus, famoso pela sua aposta no ecletismo. Leitão aceitou a proposta dos encarnados, ao fim de 5 temporadas no clube que o formou.
Nas primeiras épocas no SL Benfica, o fundista espinhense bateu vários recordes nacionais. O primeiro, em 1982, o recorde de Portugal da Légua, com o tempo de 13.07,70, uma marca feita em Rieti, Itália, que durou 16 anos e que é ainda hoje o 2º melhor tempo nacional na distância. No ano seguinte foi o recorde nacional de 3 000 metros a ser pulverizado em Bruxelas, com o tempo de 7.39,69, que ainda hoje não foi batido por nenhum português, 29 anos depois. Contribuiu com os seus desempenhos em 3 000 metros, 3 000 metros obstáculos e 5 000 metros para os vários campeonatos nacionais ganhos por equipa e foi 10º classificado nos 5 000 metros dos Mundiais de Helsínquia, em 1983, antes da sua grande vitória de carreira, em Los Angeles, ao serviço das cores portuguesas.

### Bronze olímpico em Los Angeles
Antes da partida para a cidade americana, António Leitão, à época com 24 anos, era já um dos melhores fundistas a nível mundial, e um dos grandes favoritos, de entre os atletas portugueses, a conquistar uma medalha na maior competição desportiva do Mundo. Nas eliminatórias o atleta do Benfica foi primeiro classificado, apurando-se com facilidade para a semifinal, onde alcançou o 2º Lugar atrás do queniano Wilson Waigwa. Na final, realizada no dia seguinte, contou com a companhia do português Ezequiel Canário, corredor do Sporting CP, que terminaria a prova em 8º lugar. Leitão liderou a prova durante 3150 metros, mas foi batido nos últimos 200 por dois atletas, o suíço Markus Ryffel, que ficou em 2º lugar e o marroquino Saïd Aouita, que levou o ouro, com um recorde olímpico de 13.05,59. Apesar de ter acabado a quase 4 segundos do vencedor, a estrela nacional do meio fundo assegurou a medalha de bronze, com um tempo de 13.09,20 (segunda melhor marca nacional), naquela que foi uma das mais entusiasmantes corridas de 5000 metros da história dos Jogos Olímpicos e a mais rápida de sempre, até aos Jogos de Pequim, em 2008. Os Jogos Olímpicos de Los Angeles foram os mais produtivos de sempre para Portugal, com 3 lugares de pódio. À medalha de bronze de António Leitão, juntaram-se o ouro de Carlos Lopes e o bronze de Rosa Mota, ambos conquistados na Maratona. Ainda em 1984, o fundista nacional ajudou a seleção portuguesa a garantir o 3º posto por equipas no Mundial de Corta-Mato, realizado em Nova Iorque, somente atrás da Etiópia e dos Estados Unidos da América. A 26 de outubro de 1984, foi agraciado com o grau de Oficial da Ordem do Infante D. Henrique.

### Final precoce de carreira
Em 1985 o espinhense classificou-se em 4º lugar, nos 3000 metros dos Campeonatos do Mundo em pista coberta, realizados em Paris. Numa prova em que o português e seu colega do Benfica, João Campos, se sagrou campeão do mundo, António Leitão ficou muito perto do pódio. Numa corrida decidida ao centésimo, com os primeiros a ficarem muito perto uns dos outros, as medalhas podiam ter caído para qualquer um dos primeiros classificados. Infelizmente para si, Leitão acabou atrás do checo Ivan Uvizl, que ganhou a medalha de bronze e do norte-americano Don Clary, que levou a prata. No ano seguinte, nova prestação de qualidade do fundista português, com o 5º lugar nos 5 000 metros dos Europeus de Estugarda. Desta vez a distância para as medalhas foi superior, com quase cinco segundos a separar o terceiro classificado, o britânico Tim Hutchings do fundista nacional. Esta prova marcaria a despedida do melhor António Leitão, com 26 anos apenas, que a partir desse momento foi apoquentado por vários problemas físicos que o foram perseguindo. A estes problemas associou-se uma debilidade psicológica que trouxe a descrença ao corredor do SL Benfica, impedindo-o assim de alcançar marcas de registo e conquistar vitórias de nível internacional.
A evolução para os 10 000 metros e Maratona que se esperava que fosse acontecer, nunca chegou a ser efetivada, e o atleta colocou em 1991 ponto final na sua carreira desportiva de alta competição, com 31 anos, deixando no ar a dúvida do que podia ter sido António Leitão com outro tipo de acompanhamento. Na parte final da sua carreira, a sua doença, a hemocromatose também o limitou e impediu-o mesmo de correr no resto da sua vida.

## Vida pessoal
Até à data da sua morte, António Leitão morou em Espinho, sua terra natal e foi dono de uma loja de produtos desportivos. Foi ainda homenageado, com o seu nome a ser dado ao pavilhão da cidade, onde Leitão gostava de assistir às provas ali disputadas. Faleceu a 18 de março de 2012, aos 51 anos, vítima da sua doença genética, depois de ter dado entrada um mês antes, no Hospital de Santo António, no Porto. O antigo atleta estava em estado de coma, com um pulmão perfurado e o organismo bastante danificado. A notícia foi recebida com pesar no desporto português, nomeadamente pelo SL Benfica, clube que representou com brio durante 8 anos.

## Palmarés

### Jogos Olímpicos
- Los Angeles 1984 (5000 metros) - (Medalha de Bronze)

### Campeonatos do Mundo
- Helsínquia 1983 (5000 metros) - (10º lugar)

### Mundiais de Pista Coberta
- Paris 1985 (3000 metros) - (4º lugar)

### Campeonatos da Europa
- Split 1990 (5000 metros) - (Qualificações)
- Estugarda 1986 (5000 metros) - (5º lugar)
- Atenas 1982 (5000 metros) - (Qualificações)

### Outros Títulos
- Corrida de São Silvestre da Amadora 1984

Mundial de Corta-Mato (por equipas):
- (Nova Iorque 1984) - (Medalha de Bronze)

Campeonatos da Europa Júniores:
- (1979 Bydgoszcz) (5000 metros) - (Medalha de Bronze)

Por equipas (em representação do Sport Lisboa e Benfica):
- 5 Campeonatos Europeus, de estrada: (1988, 1989, 1990, 1991, 1992)
- 7 Campeonatos Nacionais, de pista: (1980, 1982, 1983, 1984, 1986, 1989, 1990)
- 2 Campeonatos Nacionais, de corta-mato: (1981, 1990)
- 1 Campeonato Nacional, de estrada: (1991)
- 3º Lugar na Taça dos Clubes Campeões Europeus, de corta-mato: (1990)
- 4º Lugar na Taça dos Clubes Campeões Europeus, de pista: (1983)

## Recordes Pessoais
- 1 500 metros: 3.38,2 (Lisboa - 1982)
- 3 000 metros: 7.39,69 (Bruxelas - 1983) (Recorde Nacional)
- 5 000 metros: 13.07,70 (Rieti - 1982)